# Triaenodes africanus
Triaenodes africanus is een schietmot uit de familie Leptoceridae. De soort komt voor in het Afrotropisch gebied.